# Škoda 14TrM
Škoda 14TrM — є модернізованою версією чехословацького тролейбусу Škoda 14Tr. Тролейбуси вироблялися на заводі Škoda Остров впродовж 1995—2004 років.

## Історія
У 1995 році підприємство «Škoda-Ostrov» запускає у виробництво оновлену версію Škoda 14Tr з індесом «М» («Škoda 14TrM»). Дана модель вже відрізнялась візуально і мала електронну систему автоінформації фірми BUSE. Випускалася до 2004 року.

## Технічні характеристики
- Довжина: 11,34 м
- Ширина: 2,5 м
- Висота: 3,41 м
- Вага: 10,4 т
- Кількість місць: 82 (з них: для сидіння — 28, стоячих — 54)
- Потужність: від 100 до 120 кВт
- Макс. швидкість: 65 км/год

## Експлуатація

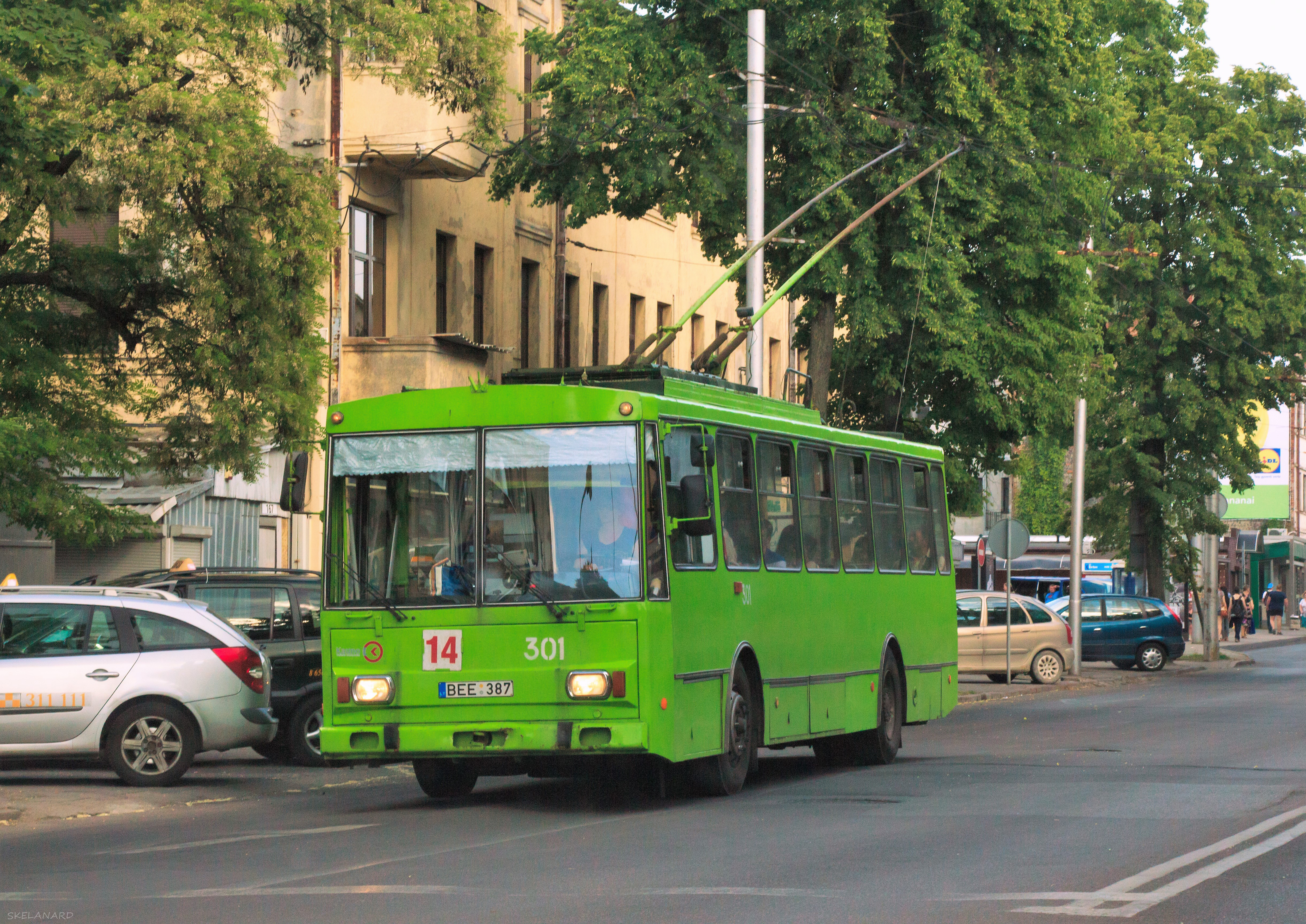
Škoda 14TrM в Каунасі

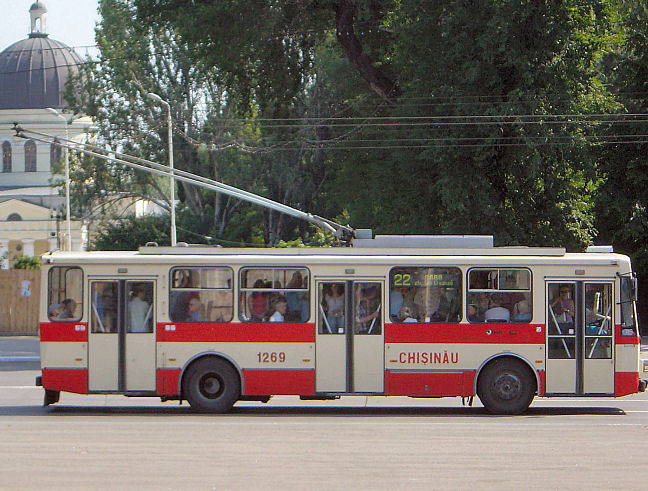
Škoda 14TrM в Кишиневі

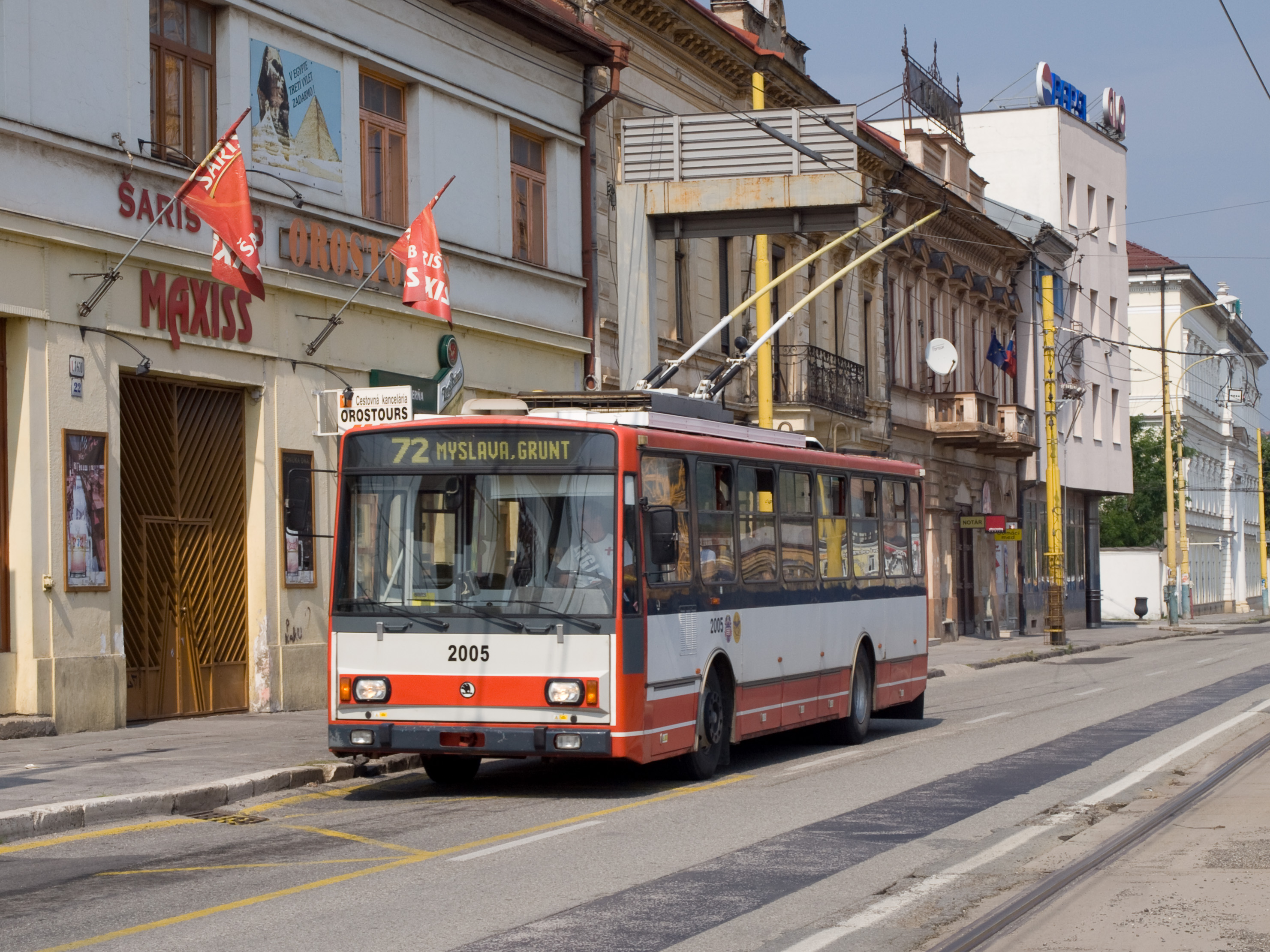
Škoda 14TrM у Кошиці

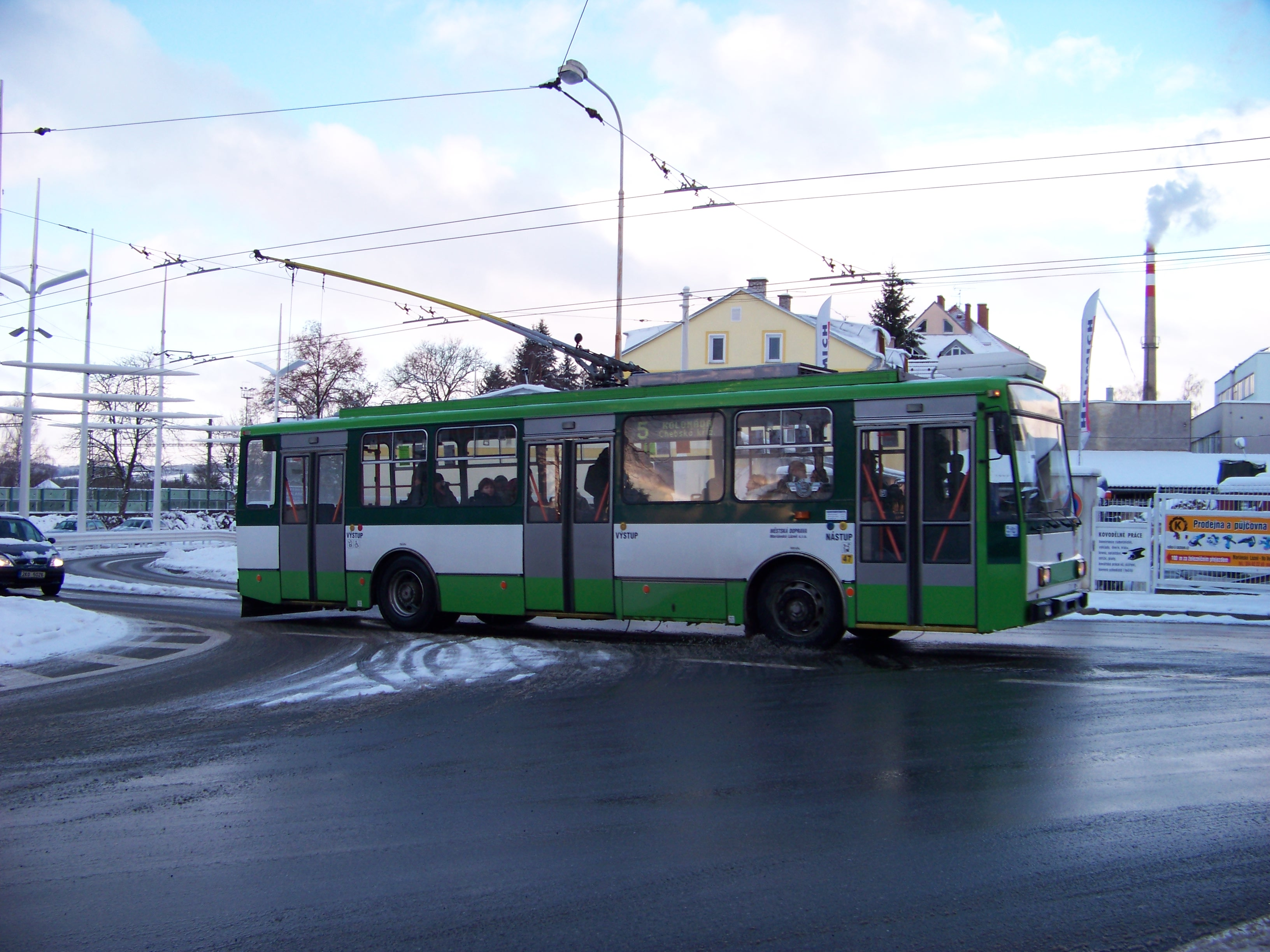
Škoda 14TrM в Маріанські Лазні

У період з 1995 по 2004 роки на заводі склали в цілому 291 тролейбус типу Škoda 14TrM.
| Місто          | Тип                      | Терміни постачань | Кількість (всього/в експлуатації) | Бортові номери                  | Примітки                                                                                                   |
| -------------- | ------------------------ | ----------------- | --------------------------------- | ------------------------------- | --- |
| Кишинів        | Škoda 14Tr13/6М          | 1996              | 9/8                               | 2131—2139                       | |
| Ургенч         | Škoda 14Tr13/6М          | 1997              | 3/0                               | 001—009                         | |
| Рига           | Škoda 14Tr13/6М          | 199?              | 1/1                               | 14261                           | Б/в Тихах                                                                                                  |
| Бєльці         | Škoda 14Tr13/6М          | 2002              | 1/1                               | 154                             | |
| Петропавлівськ | Škoda 14Tr13/6М          | 2013              | 1/0                               | 35                              | До 2013 — Астана                                                                                           |
| Алмати         | Škoda 14Tr13/6М          | 1997—2001         | 1/0                               | 1008                            | З 2014 — музейний                                                                                          |
| Вільнюс        | Škoda 14Tr17/6М          | 1999              | 23/23                             | 1651-1662, 2663-2673            | |
| Пардубице      | Škoda 14Tr17/6М          | 1995—1999         | 6/0                               | 375, 376, 381—384               | |
| Брно           | Škoda 14Tr17/6М          | 1995              | 14/14                             | 3270, 3273—3286                 | |
| Тепліце        | Škoda 14Tr17/6М          | 1995              | 1/0                               | 161                             | |
| Опава          | Škoda 14Tr17/6М          | 1995—1997         | 8/8                               | 73—76, 78—80, 82                | |
| Злін           | Škoda 14Tr17/6М          | 1995              | 1/0                               | 170                             | |
| Пльзень        | Škoda 14Tr17/6М          | 2012              | 2/0                               | 365, 368                        | До 2012 — Пардубице                                                                                        |
| Одеса          | Škoda 14Tr17/6М          | 2012—2013         | 6/6                               | 4001—4003, 4005—4007            | До 2012, 2013 — Пардубице                                                                                  |
| Харків         | Škoda 14Tr18/6М          | 2014, 2017        | 13/13                             | 2401—2418, 3104—3105            | До 2014 — Рига, до 2017 — Пльзень                                                                          |
| Житомир        | Škoda 14Tr17/6М          | 2014—2016         | 5/5                               | 080—083, 108                    | До 2014 — Злін, Пардубице; до 2016 — Тепліце                                                               |
| Запоріжжя      | Škoda 14TrM              | 10.2016—11.2016   | 4/4                               | 107—110                         | До 2016 — Пльзень, з 20 грудня 2016 — початок експлуатації в Запоріжжі                                     |
| Рівне          | Škoda 14Tr17/6М          | 2016              | 2/1                               | 174, 175                        | До 2016 — Тепліце                                                                                          |
| Чернівці       | Škoda 14TrM, Škoda 14TrR | 2016-2017         | 8/6                               | 361-368                         | 361- до 2016 — Пльзень, 362-363 - до 2016 — Острава, 364-366 - до 2016 — Брно, 367-368 - до 2017 - Пльзень |
| Пряшів         | Škoda 14Tr17/6М          | 1999—2001         | 5/4                               | 119—123                         | |
| Кошиці         | Škoda 14Tr17/7М          | 1999              | 4/0                               | 2002—2004, 2006                 | |
| Рига           | Škoda 14Tr18/6М          | 1998              | 3/2                               | 24029, 24149, 24203             | |
| Кишинів        | Škoda 14TrDT/6М          | 2001—2004         | 30/29                             | 1264—1276, 2140—2143, 3815—3827 | |

## Галерея

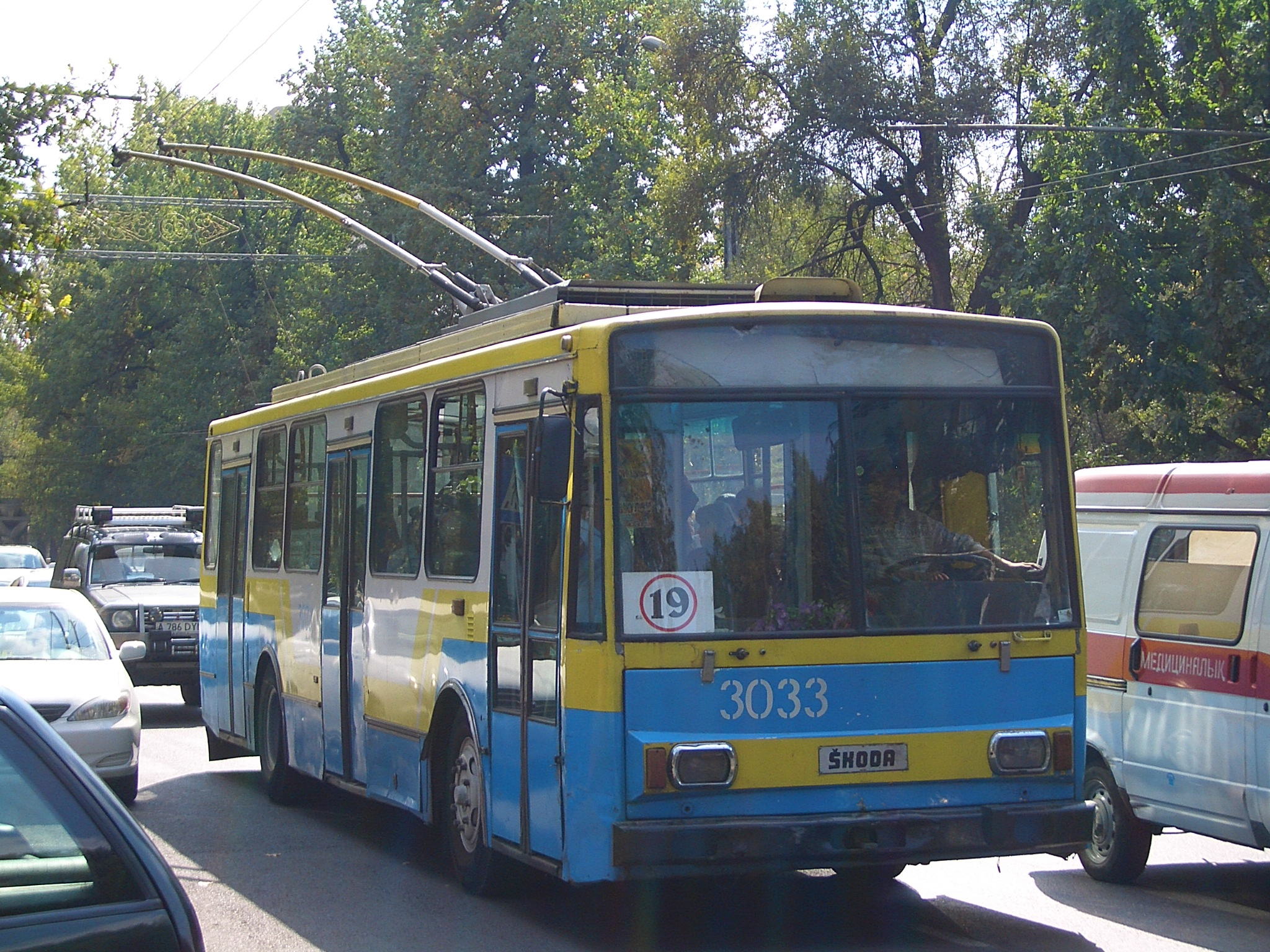
Škoda 14TrM в Алмати
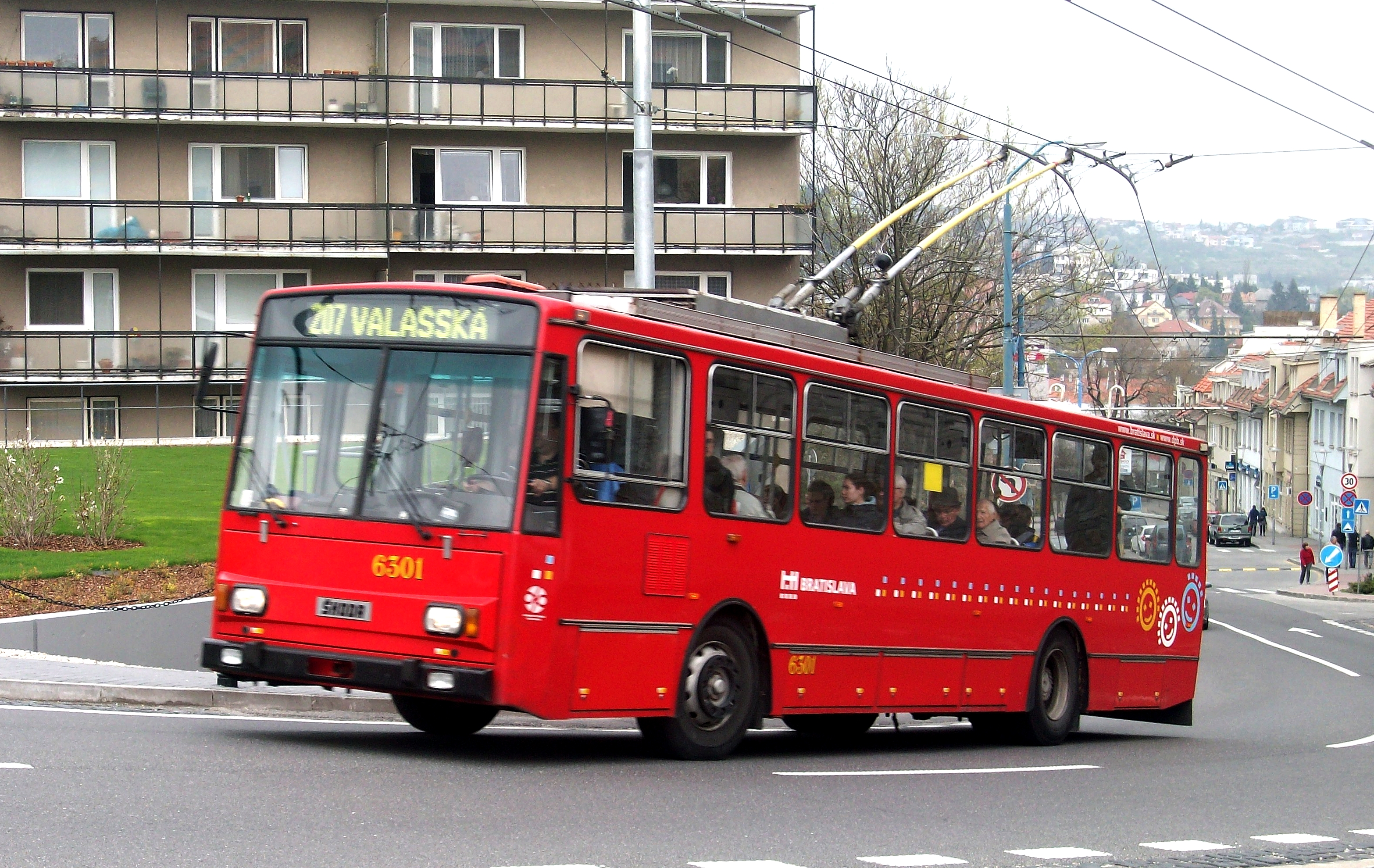
Škoda 14TrM у Братиславі
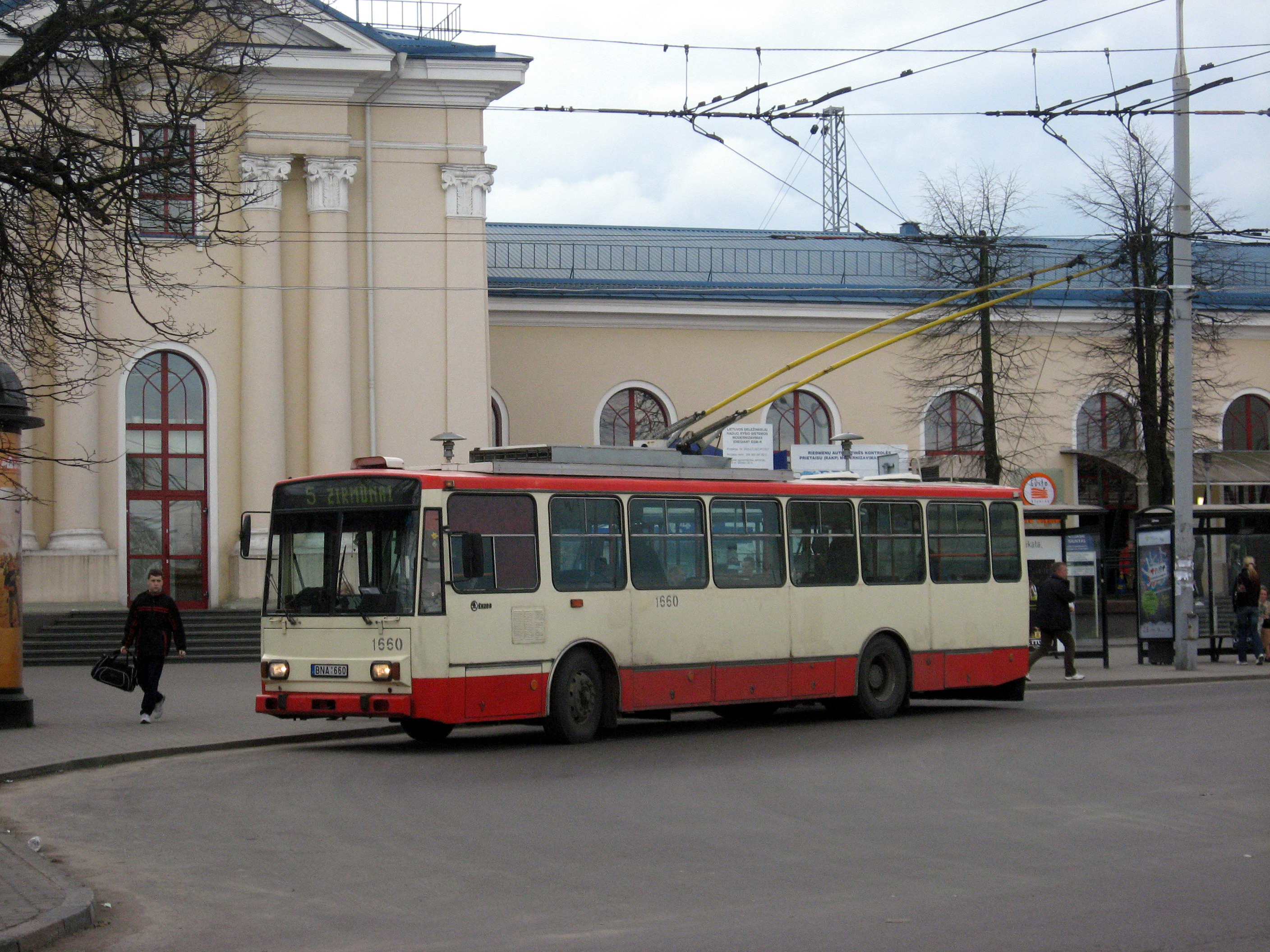
Škoda 14TrM у Вільнюсі
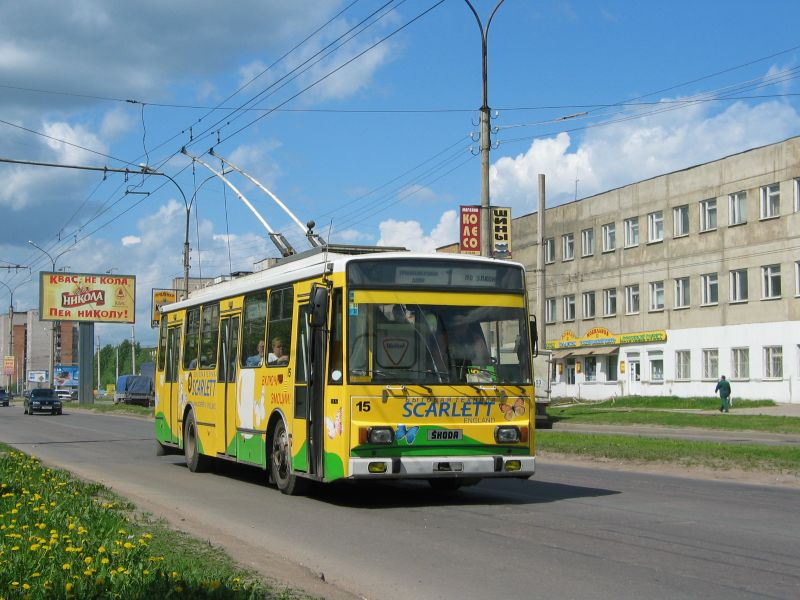
Škoda 14TrM у Вологді
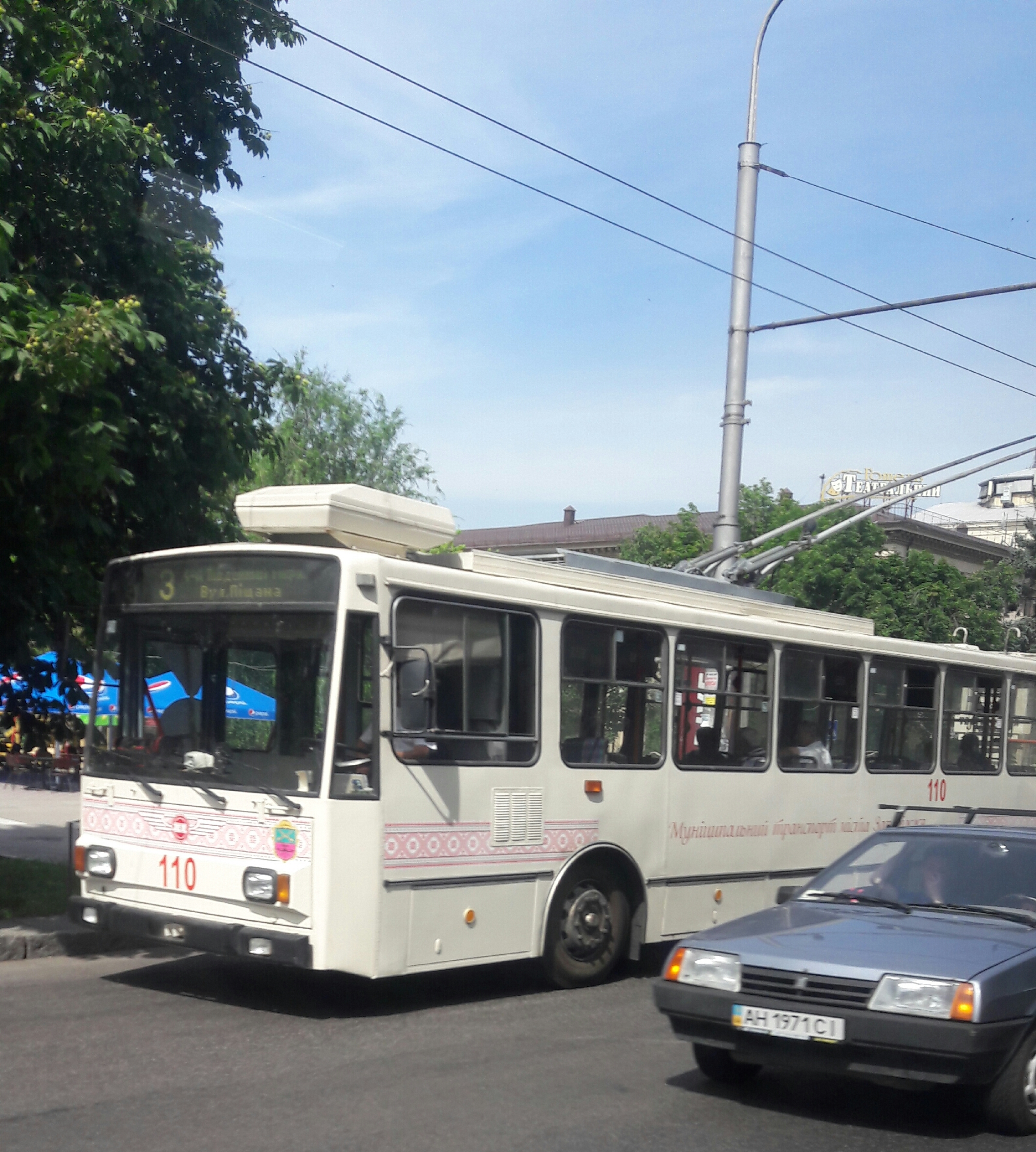
Škoda 14TrM в Запоріжжі
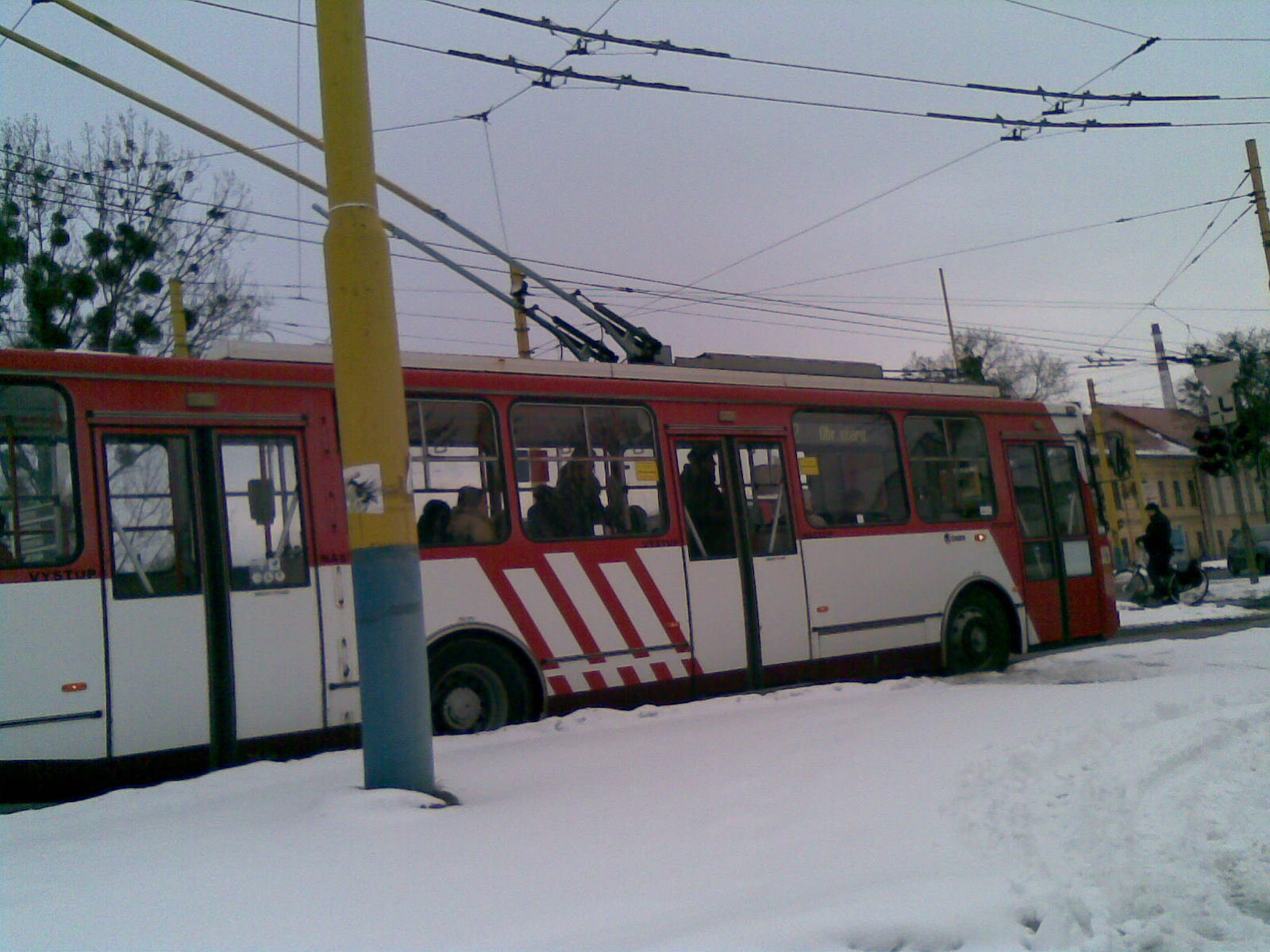
Škoda 14TrM в Пряшеві
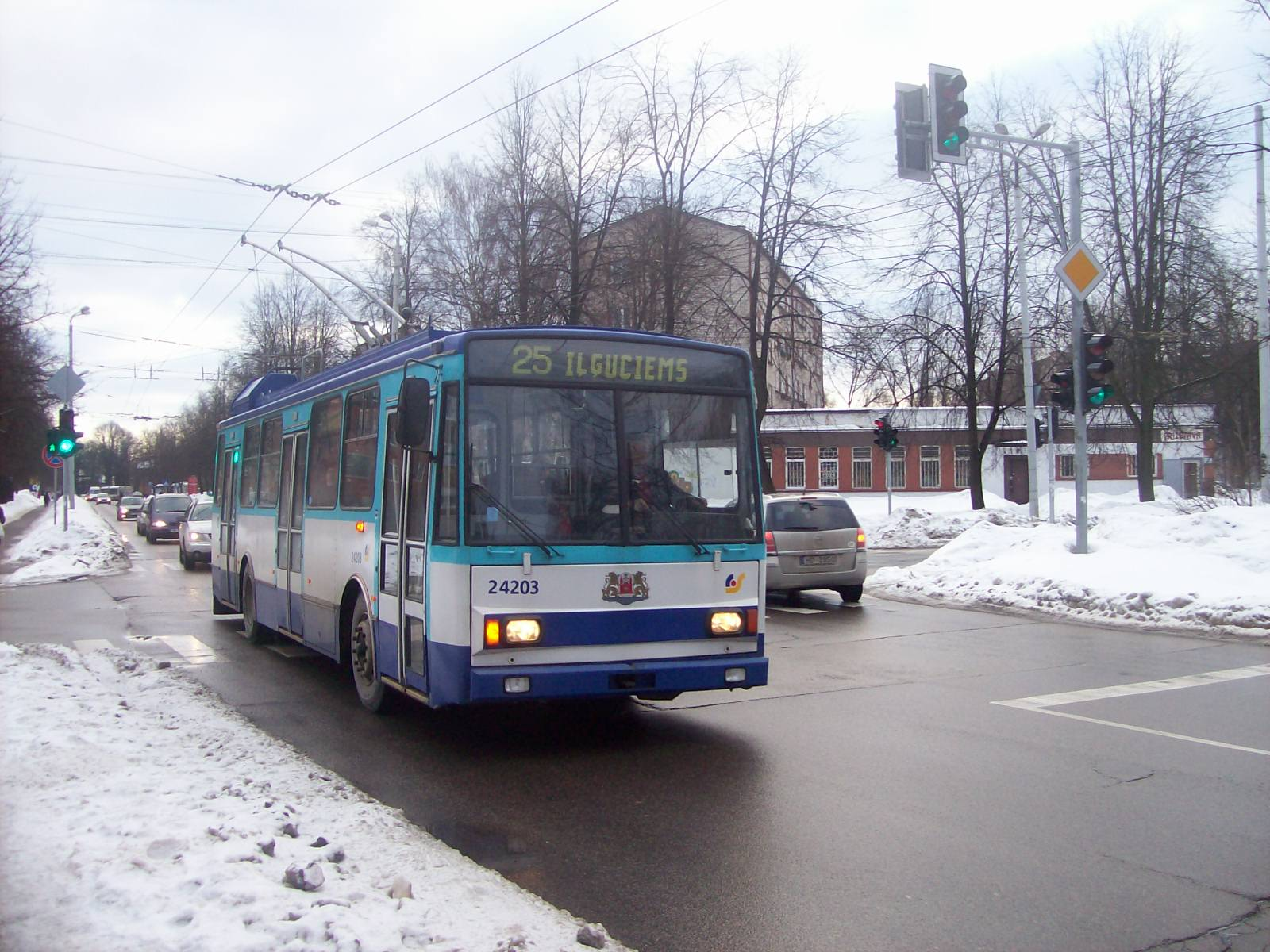
Škoda 14TrM у Ризі
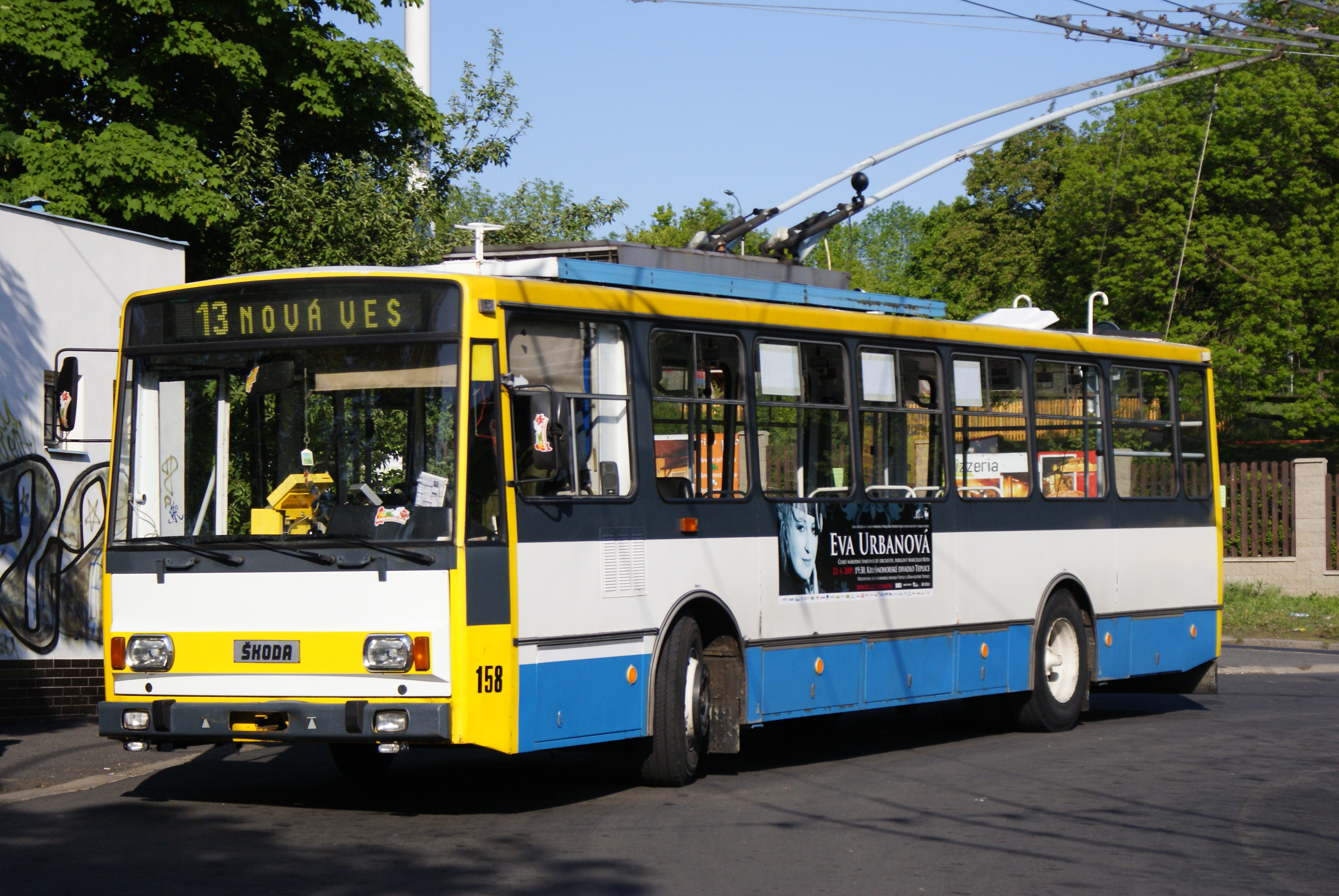
Škoda 14TrM у Тепліце
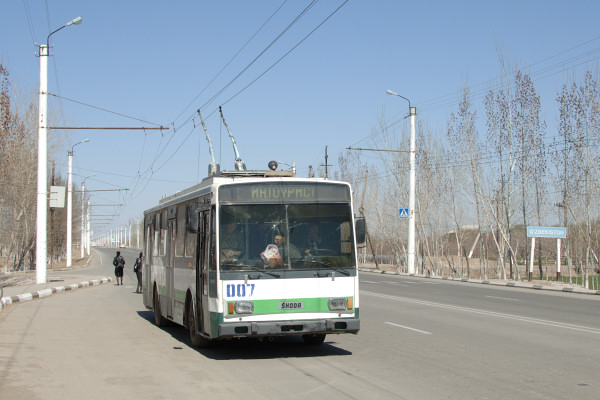
Škoda 14TrM в Ургенчі